# 栄町 (東京都北区)
栄町（さかえちょう）は、東京都北区の地名。丁番を持たない単独町名となっている。住居表示実施済区域。

## 地理
東京都北区の南部に位置する町である。町域の北および東を堀船、南を上中里、西を西ケ原と接する。町域の北辺と南西辺を都電とJRの鉄道路線が走る。

### 地価
住宅地の地価は、2025年（令和7年）1月1日の公示地価によれば、栄町19-16の地点で46万9000円/m2となっている。

## 歴史
1889年（明治22年）の町村制施行時点では北豊島郡滝野川村（1913年に町制施行し滝野川町へ）大字西ヶ原の一部であった。滝野川町は1932年（昭和7年）に東京市へ編入され滝野川区へ移行し、大字西ヶ原は西ヶ原町となる。1947年（昭和22年）に滝野川区は王子区と合併し北区が成立。その後1953年（昭和28年）に町名整理により西ヶ原町の一部が栄町となった。
1966年に栄町に住居表示が施行され、栄町の名前を継承し改めて栄町が成立した。

### 沿革
- 1966年（昭和41年）2月1日 - 住居表示により栄町の区域をもって栄町が成立。

## 世帯数と人口
2023年（令和5年）1月1日現在（東京都発表）の世帯数と人口は以下の通りである。
| 町丁 | 世帯数    | 人口    |
| ---- | --------- | ------- |
| 栄町 | 1,591世帯 | 2,611人 |

### 人口の変遷
国勢調査による人口の推移。
| 年                 | 人口  |
| ------------------ | ----- |
| 1995年（平成7年）  | 2,986 |
| 2000年（平成12年） | 2,756 |
| 2005年（平成17年） | 2,671 |
| 2010年（平成22年） | 2,416 |
| 2015年（平成27年） | 2,324 |
| 2020年（令和2年）  | 2,633 |

### 世帯数の変遷
国勢調査による世帯数の推移。
| 年                 | 世帯数 |
| ------------------ | ------ |
| 1995年（平成7年）  | 1,310  |
| 2000年（平成12年） | 1,292  |
| 2005年（平成17年） | 1,338  |
| 2010年（平成22年） | 1,249  |
| 2015年（平成27年） | 1,239  |
| 2020年（令和2年）  | 1,492  |

## 学区
区立小・中学校に通う場合、学区は以下の通りとなる（2023年10月時点）。
- 区域 : 全域
  - 小学校 : 北区立滝野川第五小学校
  - 中学校 : 北区立堀船中学校

## 事業所
2021年（令和3年）現在の経済センサス調査による事業所数と従業員数は以下の通りである。
| 町丁 | 事業所数 | 従業員数 |
| ---- | -------- | -------- |
| 栄町 | 75事業所 | 1,003人  |

### 事業者数の変遷
経済センサスによる事業所数の推移。
| 年                 | 事業者数 |
| ------------------ | -------- |
| 2016年（平成28年） | 89       |
| 2021年（令和3年）  | 75       |

### 従業員数の変遷
経済センサスによる従業員数の推移。
| 年                 | 従業員数 |
| ------------------ | -------- |
| 2016年（平成28年） | 1,009    |
| 2021年（令和3年）  | 1,003    |

## 施設

### 行政機関
- 滝野川警察署 - 本町域周辺の管轄に当たる。（所在地：西ケ原）
- 滝野川消防署 - 本町域周辺の管轄に当たる。（所在地：西ケ原）

### 教育機関

#### 学校
- 安部学院高等学校

#### 図書館
- 東書文庫 - 東京書籍が運営する教科書の図書館。近代化産業遺産。

#### 企業
- コーセー研究所
- アルビオン研究所

## 交通

### 鉄道
- 都電荒川線 ■栄町停留場
- JR京浜東北線 ■上中里駅 - 駅舎が設けられている。（所在地：上中里）

## その他

### 日本郵便
- 郵便番号 : 114-0005[3]（集配局 : 王子郵便局[16]）。